# Aéroport de Wageni
AÉROPORT DE BENI MAVIVI 
L’Aéroport de beni mavivi (ICAO : FZNS) est un aéroport construit selon le standard  international de République démocratique du Congo desservant la ville de Beni, dans la province du Nord-Kivu (Source: GCM Google Maps)

## Situation
| Bandundu Basango Mboliasa Bunia Gbadolite Gemena Goma Ilebo Kalemie Kananga Kikwit Kindu Kinshasa-Ndjili Kinshasa-N'Dolo Kisangani Kolwezi Lodja Lubumbashi Matari Matadi Mbandaka Mbuji Mayi Nioki Tshikapa Tshumbe |